# Unione Sportiva Tolentino 1919
L'A.S.D. Unione Sportiva Tolentino 1919, meglio nota come Tolentino, è una società calcistica italiana con sede nella città di Tolentino in provincia di Macerata. Milita in Eccellenza, la quinta divisione del campionato italiano di calcio.

## Storia

### Gli albori
La società Unione Sportiva Tolentino viene fondata il 30 agosto del 1919, per iniziativa di Paolo Giacconi, Pier Luigi Bezzi, Tullio Caraffa, Mario Degli Azzi Vitelleschi, Gino Del Bello, Gioacchino Fratini, Nazzareno Gentilucci, Nazzareno Marcucci, Tito Massi, Amelio Novelli, Antonio Pace, Alessandro Pagliari e Nicola Scorcella. Nei primi anni di vita vengono disputate solo amichevoli, poi viene iscritto in campionati regionali. Originale il colore scelto per andare in campo: il cremisi. Intorno alla metà degli anni venti la società prova a partecipare a campionati interregionali ma per motivi di pochi fondi deve ridimensionare le proprie aspettative e si accontenta di giocare nei campionati locali.

### Il dopoguerra
Nell'immediato dopoguerra riesce a centrare l'inaspettato obiettivo della Serie C, dove rimane per due stagioni (1946-1947 e 1947-1948 inserita nel girone F della Lega Centro) prima di retrocedere a causa di una riforma federale del campionato di terzo livello, nella stagione '48-'49 sfiora la promozione e quindi il ritorno in Serie C; dopo alcune annate la società retrocede ('50-'51) e gioca per tutti gli anni cinquanta o in Promozione o in categorie inferiori.

Agli inizi degli anni sessanta la società cambia ambizioni e nel 1962-63 vince il girone di Prima Categoria e viene promossa in D. Dalla stagione 1963-1964 fino a quella 1968-1969 il club rimane in IV Serie, grazie ad un ripescaggio nel 1966-1967, in cui disputa gare contro club più blasonati come il Campobasso, il Barletta, il Brindisi, il Matera, il Liberty Bari, la Ternana e i derby contro la Jesina, la Fermana e la Civitanovese. I cremisi tornano in Serie D nella stagione 1976-1977 dove ritrovano dopo moltissimi anni la Maceratese, ma retrocedono dopo una sola stagione.

### Ultimo trentennio e promozione in Serie C
Nei primi anni ottanta la squadra ha partecipato al campionato di Promozione, nell'annata 1982-1983 ha vinto il campionato, venendo promosso nel Campionato Interregionale. Nelle prime due annate ha ottenuto la salvezza, mentre nella stagione 1985-1986 ha concluso al 4º posto e l'anno dopo al 6º posto; nel campionato 1987-1988 la squadra è retrocessa di nuovo.
Grazie ad un ripescaggio, la permanenza in Promozione è durata solo un anno e nel 1989-1990 è di nuovo in Interregionale, centrando la salvezza. Nella stagione successiva si è salvato grazie allo spareggio contro la Monturanese, retrocedendo poi nell'annata 1991-1992. Ha disputato e vinto il campionato di Eccellenza 1992-1993, tornando subito in CND.

Il Tolentino di Castori (terzo da destra nella fila centrale)

Al termine della stagione 1993-1994 il Tolentino ha conquistato la salvezza, mentre nella stagione 1994-1995 è arrivata la storica promozione in Serie C2: il Tolentino del presidente Ivano Ercoli e con Fabrizio Castori come allenatore ha battuto la concorrenza del Termoli, della Civitanovese e del Nereto, concludendo il girone F al primo posto. Nella fase successiva per l'assegnazione del titolo italiano dilettanti, il Tolentino ha raggiunto la finale, venendo sconfitto dal Taranto sia nella partita di andata sia in quella di ritorno.
I cremisi hanno mantenuto la categoria in Serie C2 per tre stagioni (1995-1996 con salvezza raggiunta dopo i play-out vinti sul Cecina, 1996-1997 e 1997-1998) prima di retrocedere al termine della stagione 1997-1998, avendo concluso all'ultimo posto con 28 punti.
Dopo due terzi posti consecutivi, nelle prime annate del nuovo millennio il Tolentino ha fatto fatica a rimanere in Serie D. Nella stagione 2000-2001 è stato retrocesso dopo aver perso per 0-2 lo spareggio contro il Morro D'Oro sul campo neutro di Ascoli Piceno, ma venendo poi ripescato a completamento organici. L'anno dopo ha evitato la retrocessione grazie all'assegnazione a tavolino della vittoria della partita contro il Forlì, che aveva commesso un illecito. Nella stagione 2002-2003 la squadra, partita con l'obbiettivo della salvezza, ha dato vita a una lunga lotta per il primato con la Rosetana, conclusasi con la vittoria del campionato da parte della Rosetana. Il Tolentino, classificatosi secondo, ha vinto il play-off e poi è stato ripescato in Serie C2 a completamento organici. La permanenza in Serie C2 è durata due stagioni (2003-2004 e 2004-2005), concluse con la retrocessione in Serie D dopo aver perso i play-out persi contro la Viterbese. Dalla stagione 2007-2008 Ivano Ercoli ha lasciato la presidenza del club, venendo sostituito da Giorgio Longhi. Nella stessa annata la squadra è stata inizialmente retrocessa in Eccellenza dopo gli spareggi giocati contro il Luco Canistro (2-2 in casa e 0-0 in trasferta), per poi essere ripescata. Nella stagione successiva la squadra non è riuscita ad evitare la retrocessione in Eccellenza.
Nella prima parte della stagione 2009-2010 in Eccellenza il Tolentino ha collezionato pochi punti, rimanendo nelle parti basse della classifica. Dopo il cambio di allenatore (Roberto Mobili al posto di Ciocci), la squadra ha incasellato una striscia positiva di 14 punti in 7 partite, risalendo posizioni. All'inizio del girone di ritorno la squadra cremisi ha inanellato 20 risultati utili consecutivi risultando imbattuta nel girone di ritorno, concludendo il campionato al quinto posto in classifica e venendo ammesso ai play-off. Nella semifinale play-off ha affrontato il Piano San Lazzaro, venendo eliminato dopo aver perso per 1-0 la gara di ritorno disputatasi allo Stadio Dorico di Ancona.
All'inizio della stagione successiva in Eccellenza la squadra aveva ottenuto 13 risultati utili consecutivi, dalla prima alla tredicesima giornata, seguiti da altri 18 risultati utili consecutivi, dalla quindicesima giornata di andata alla tredicesima di ritorno, raggiungendo anche la vetta della classifica. Il Tolentino concluse il campionato al terzo posto, venendo ammesso ai play-off: dopo aver eliminato l'Elpidiense Cascinare in semifinale, è stato sconfitto nella finale per 1-0 dalla Vis Pesaro. Nella fase regionale della Coppa Italia Dilettanti ha disputato la finale, giocata il 22 dicembre allo stadio comunale di Civitanova Marche, contro l'Ancona, venendo sconfitto dopo i tiri di rigore dopo che i tempi regolamentari e i tempi supplementari si erano conclusi sull'1-1.
Nella stagione 2011-2012 il Tolentino ha concluso il campionato al secondo posto a tre punti dalla Maceratese, vincitrice del campionato, e venendo ammesso ai play-off nazionali dopo aver sconfitto la Fermana nel play-off regionali. Nei play-off nazionali è stato subito eliminato in semifinale dal Casacastalda. Il 21 dicembre ha vinto la fase regionale della Coppa Italia Dilettanti battendo 2-1 la Biagio Nazzaro Chiaravalle nella finale giocata a Porto Sant'Elpidio grazie alle reti realizzate da Iommi e Melchiorri. Grazie a questa vittoria ha partecipato alla fase nazionale della Coppa Italia Dilettanti: dopo aver battuto gli umbri del San Sisto nella prima fase, è stato sconfitto dal Pisa Sporting Club nei quarti di finale.
Nella stagione 2012-2013 il Tolentino ha concluso al sesto posto il campionato, ma già dal mese di gennaio 2012 la società venne messa in liquidazione. Prima della fine della stagione sportiva la società venne dichiarata fallita. Nel luglio 2013 venne costituita dal gruppo costituito da Fabio Mazzocchetti, Marco Romagnoli, Paolo Tordini, Leonardo Maccari e Roberto Chiavari la nuova società U.S. Tolentino 1919 A.S.D., che rilevò i diritti sportivi della vecchia società e iscrivendo il club al campionato di Eccellenza 2013-2014. Venne nominato presidente Fabio Mazzocchetti, vice presidente Marco Romagnoli, direttore generale Roberto Chiavari, mentre come allenatore venne scelto Aldo Clementi. La stagione si concluse con un quarto posto, a cui non seguì la partecipazione ai play-off perché il Castelfidardo, guidato dall'ex allenatore Mobili, giunse secondo con 16 punti di vantaggio sulla terza classificata, il Biagio Nazzaro, guadagnandosi così l'accesso diretto ai play-off nazionali.
La stagione 2014-2015 si concluse con un terzo posto finale e con la sconfitta nella finale play-off, giocata allo Stadio Cino e Lillo Del Duca di Ascoli Piceno, contro il Monticelli, mancando l'accesso ai play-off nazionali. Nella stagione 2015-2016 di Eccellenza la squadra, guidata dal Matteo Possanzini e con un discreto numero di calciatori provenienti dal vivaio del club, raggiunse il terzo posto finale in classifica, venendo così nuovamente ammesso ai play-off regionali, venendo però subito sconfitto in semifinale dal Biagio Nazzaro.
La stagione 2016-2017 è stata caratterizzata da una riorganizzazione interna, che ha portato al cambio di direttore generale da Chiavari a Paolo Tordini, mentre come direttore sportivo venne scelto l'ex cremisi Stefano Serangeli, supportato da Giorgio Crocetti, mentre il ruolo di segretario organizzativo venne affidato a Emanuele Capitani. Il settore giovanile, invece, venne affidato a due storiche bandiere cremisi, Maurizio Mattoni e Stefano Tombolini. In estate vari ragazzi del vivaio vennero ceduti a società professionistiche, tra cui Giorgio Pagliari approdato all'Atalanta. Dopo quasi quaranta anni la panchina venne affidata a un tolentinate ex cremisi, Paolo Passarini. La stagione venne conclusa al sesto posto, mancando l'accesso ai play-off regionali.
Nella stagione 2017-2018 la prima novità è data dall'avvicendamento alla presidenza del sodalizio, finito il proprio mandato Fabio Mazzocchetti (che mantiene la carica di vice presidente) gli subentra l'Avv. Marco Romagnoli. Del consiglio direttivo fanno anche parte Matteo Compari (vice presidente), Stefano Serangeli (che assume anche il ruolo di direttore generale), Antonio Taddei e Mario Broglia. In panchina torna l'indimeticato Luigi Zaini (il suo secondo è Pieralvise Ruani) la cui parentesi cremisi è però breve. Il pessimo inizio di torneo inducono i dirigenti all'esonero dopo la nona giornata. La panchina viene affidata temporaneamente a Ruani che guida un manipolo di ragazzi al roboante successo di Fossombrone per 5-0. Dall'undicesima giornata la panchina viene affidata all'esperto Andrea Mosconi che porta in porto una rilevante rimonta. I cremisi che stazionavano in zona play out arrivano a conquistare il quarto posto finale, mancando però l'approdo ai play off per un solo punto in quanto distaccati da 10 lunghezze dalla terza in calissifica, Atletico Gallo Colbordolo. 13 gli under schierati, 7 i ragazzi del vivaio che hanno esordito in prima squadra, complessivamente sono 18 i cremisi utilizzati provenienti dal vivaio.

### L'anno del Centenario della Fondazione e del ritorno in serie D
La stagione 2018-2019, quella che si pone in continuità con il Centenario della fondazione del sodalizio cremisi (30/08/2019), si caratterizza per due importantissimi successi raggiunti. Dopo 10 anni, il Tolentino ritorna in serie D e la compagine del presidente Romagnoli conquista anche la Coppa Italia di Eccellenza Marche. È un risultato di straordinaria importanza: l'ultimo campionato vinto, infatti, è quello 1994/1995 (all'epoca i cremisi del presidente Ercoli, con in panchina mister Castori) vinsero il campionato di serie D e salirono in C2. La squadra, guidata da mister Andrea Mosconi, dopo un inizio di campionato folgorante ha un clamoroso calo tra il novembre ed il dicembre 2019. Nel girone di ritorno i cremisi inanellano una serie di risultati positivi tanto da vincere il campionato con quarto turni di anticipo. La seconda in classifica (il Poorto Sant'Elpidio) concluderà ad otto lunghezze di distanza. La finale di Coppa Italia si disuputa il 23/01/2019 al "Della Vittoria" di Tolentino; i cremisi sconfiggono il Fabriano Cerreto per 2-0 (di Tortelli e Cicconetti le reti). La squadra è composta da tanti elementi del territorio, si fanno notare diversi giovani del vivaio (su tutti il 2001 Luca Cicconetti). Capocannoniere cremisi è Matteo Minnozzi, arrivato dalla Sambenedettese a dicembre, che mette a segno 12 gol in 20 gare disputate. Il consiglio direttivo è composto da: Romagnoli Marco (presidente), Matteo Compari e Fabio Mazzocchetti (vice presidenti), Simone Antinori, Mario Lazzari e Stefano Serangeli (con funzione di direttore generale sino al marzo 2019). Il ruolo di direttore sportivo viene affidato a Giorgio Crocetti. Questa la rosa del Tolentino, dopo il mercato di riparazione dicembrino. Portieri: Felicioli Mattia, Giorgi Matteo, Rossi Cristopher; Difensori: Borghetti Pierluigi, Della Spoletina Matteo, Cerolini Luca, Forresi Riccardo, Labriola Claudio, Mariani Marco, Ruggeri Federico, Tartabini Edoardo; Centrocampisti: Bernacchini Matteo, Boutlata Yassen, Capezzani Lorenzo, Cicconetti Luca, Gabrielli Matteo, Mastromonaco Gianluca, Strano Emanuele, Tortelli Paolo. Attaccanti: Di Domenicantonio Simone, Merlini Manuel, Minnozzi Matteo, Raponi Riccardo, Storoni Alessandro, Terriaca Valerio, Tittarelli Gabriele. Allenatore: Andrea Mosconi, vice: Maurizio Mattoni, preparatore atletico: Antonio Mosconi, preparatore portieri: Mauro Marsili, massaggiatore: Mario Broglia.
La stagione 2019-2020, quella del ritorno dopo dieci anni nella quarta serie nazionale, inizia con la trasformazione dell’U.S. Tolentino 1919 da A.s.d. in Società Sportiva Dilettantistica a responsabilità limitata. Alla guida del sodalizio viene confermato Marco Romagnoli. La società conferma tutte le figure tecniche (a partire dal direttore sportivo Giorgio Crocetti e dall’allenatore Andrea Mosconi) e moltissimi calciatori. Nell’avvio del torneo i cremisi pagano caro il noviziato navigando nelle zone pericolose della classifica. Il campionato verrà dichiarato concluso alla giornata 26 a causa del dilagare dell’epidemia del covid-19 anche in Italia. I cremisi terminano, sorprendentemente, al nono posto assoluto. Dal mese di dicembre sino al termine anticipato del torneo (01/03/2020) i cremisi raccolgono ben 25 punti in undici gare dando vita ad una serie di grandi prestazioni. In Coppa Italia il Tolentino riesce ad arrivare, addirittura, alla semifinale nazionale (eliminate Porto Sant’Elpidio, Foligno, Cannara, Montegiorgio, Mezzolara e Pineto, gli uomini di Mosconi si arrendono solo dinanzi al Fasano). Tanti i giovani, anche del vivaio, utilizzati in prima squadra, tanto da far conseguire all’U.S.T. il secondo posto del girone nella speciale graduatoria (Giovani Di Valore) ideata per premiare le compagini che hanno utilizzato sin dal primo minuto il maggior numero di giovani atleti di proprietà. Tra gli altri si mettono particolarmente in mostra Matteo Minnozzi e Matteo Bucosse. Il primo, ancora una volta, si rivela l’attaccante più prolifico della squadra con 17 reti (3 in Coppa). Il secondo, giovanissimo portiere classe 2002, prelevato dal Montemilone Pollenza in estate, conquista la maglia da titolare, facendosi talmente apprezzare tra i pali tanto da essere prelevato dalla Juventus. Questa la rosa del Tolentino, dopo il mercato di riparazione dicembrino. Portieri: Bucosse Matteo, Giachetta Saverio, Giorgi Matteo e Rossi Christopher. Difensori: Bonacchi Christian, Cerolini Luca, Labriola Claudio, Laborie Pierre, Marcantoni Federico, Petetta Alessandro, Ruggeri Federico e Viola Davide. Centrocampisti: Capezzani Lorenzo, Cicconetti Luca, Maresca Matteo, Mastromonaco Gianluca, Olivieri Nikola, Pagliari Giorgio, Ruci Alessio, Severoni Leonardo, Strano Emanuele e Tortelli Paolo. Attaccanti: Di Domenicantonio Simone, Minnozzi Matteo, Padovani Ettore, Raponi Nicholas e Tirabassi Tommaso. Allenatore: Andrea Mosconi, vice: Maurizio Mattoni, preparatore atletico: Antonio Mosconi, preparatore portieri: Mauro Marsili, massaggiatore: Mario Broglia.
La stagione 2020-2021 si caratterizza per numerosi stop and go a causa della pandemia indotta dal covid 19. Molte le soste forzate e le gare rinviate. Per tali motivi il torneo si conclude oltre un mese dopo il previsto, il 19 giugno 2021. I cremisi guidati da Mister Mosconi e dall'intero staff tecnico dell'anno precedente concludono il torneo al 13º posto unitamente all'Atletico Fiuggi ed al Vastogirardi. Per la classifica avulsa i cremisi si piazzano alle spalle dei laziali e prima dei molisani. Evitano il play out casalingo grazie alla riduzione delle retrocessioni a due sole squadre. Forse, proprio a causa del tormentato contesto su descritto, il torneo del Tolentino si caratterizza con serie di esaltanti vittoria che si alternano a serie di sconfitte e/o pareggi interni. Due le note di particolare rilievo: i cremisi riescono a battere la vincitrice del Campobasso con un secco e perentorio 4-0 casalingo. Negli ultimi dieci minuti di gioco i cremisi hanno subito incredibili rimonte gettando alle ortiche ben 16 punti. Tra le belle cose da ricordare il debutto in serie D di diversi giovani provenienti dal settore giovanile: il portiere Matteo Giorgi (2000), i difensori Mattia Stefoni (2003) ed Alessio Eleonori (2003), gli attaccanti Nikolas Prosperi (2003) e Davide Moscati (2003). Da ricordare la straordinaria annata del centravanti Ettore Padovani, sia nel ruolo di uomo assist che di goleador (con tredici reti messe a segno si colloca tra i primissimi posti della classifica marcatori).
Il campionato di serie D 2021-2022 oltre a concludere consensualmente il connubio tra il Presidente Romagnoli, mister Andrea Mosconi ed il D.S. Giorgio Crocetti, segna probabilmente il punto più alto, dal punto di vista dei risultati, della storia della nuova “U.S. Tolentino 1919”. I cremisi, difatti, contro ogni pronostico, si piazzano nella regular season al terzo posto assoluto superando corazzate come Samb, Pineto, Vastese e Fiuggi. Gli uomini di Mosconi capitolano solo contro la Samb nella semifinale dei play off anche a causa di numerose defezioni in questo importante match. Tra i risultati più roboanti il 4-0 servito a domicilio nella prima gara del campionato alla mattatrice del torneo Recanatese. Si chiude un ciclo. Lasciano la casacca cremisi, dopo anni di militanza, calciatori storici come Bonacchi, Strano, Capezzani, Tortelli e Padovani.
La stagione 2022-2023 sancisce la retrocessione dei cremisi in Eccellenza con il piazzamento all’ultimo posto. Ad allenare un gruppo quasi tutto nuovo viene chiamato Maurizio Mattoni, avvicendato poi alla diciottesima di campionato da mister Gianfranco Zannini. Dopo un avvio di torneo strabiliante i cremisi collezionano una serie impressionante di risultati negativi, tutti oltretutto avvenuti per piccole disattenzioni o per gol subiti negli ultimi minuti. Il Tole che sembrava destinato alla retrocessione con congruo anticipo rispetto alla fine del torneo ha un colpo di coda incredibile. Vincendo le ultime tre gare del torneo riesce  a riacciuffare insperatamente l’ultima posizione in coabitazione con Montegiorgio e Notaresco. L’approdo agli spareggi salvezza è negato solo dalla rete segnata a tempo abbondantemente scaduto dal Montegiorgio contro la Vigor Senigallia all’ultima giornata. Nel mese di aprile viene a mancare lo storico vice presidente cremisi Mario Lazzari.

## Colori e simboli
Il colore sociale della squadra è il cremisi.

## Strutture

### Stadio
La squadra gioca le partite casalinghe nello Stadio della Vittoria, a Tolentino.

## Palmarès

### Competizioni interregionali
- Campionato Nazionale Dilettanti: 1

1994-1995 (girone F)

### Competizioni regionali
- Campionato italiano di terza divisione: 2

1927-1928 (girone B), 1930-1931 (girone B)
- Prima Divisione: 1

1945-1946 (girone C)
- Prima Categoria: 1

1962-1963 (girone A)
- Promozione: 3

1975-1976, 1981-1982 (girone B), 1982-1983 (girone B)
- Eccellenza: 2

1992-1993,  2018-2019
- Coppa Italia Dilettanti Marche: 2

2011-2012, 2018-2019

## Tifoseria

### Storia
Il movimento tifo comincia a delinearsi a  gli inizi degli anni 80 con il gruppo vecchio C.U.C.
Precedentemente, tra il 1988 ed il 2022, il gruppo ultras  più importante e numeroso era costituito dagli Sconvolts88Tolentino, aventi come simbolo il volto di Jim Morrison. Fondatori dal 2007 della "Gradinata Enrico Pallorito 12"
Ora la tifoseria del Tolentino è rappresentata dai gruppi Club Fedelissimi, Collettivo e Senza Tregua.

### Gemellaggi
- Osimana[3][4]: dal 1991.

### Amicizie
- Ultras  Potenza Picena
- Gli amici di Belforte

### Rivalità
- Maceratese
- Fermana[3][4]
- Foligno[3]
- Vigor Senigallia[3]
- Jesina[3]
- Biagio Nazzaro Chiaravalle[5]
- fuori dai confini regionali  Viterbo